# Heitor Bernardes Botado
Heitor Bernardes Botado (? - 22 de Novembro de 1578) foi um militar português.

## Família
Filho de Manuel Botado e de sua primeira mulher Maria Bernardes, e neto materno de Heitor Bernardes, dos Bernardes de Óbidos, um ramo duma família Nobre Bernardes que existia já em tempo dos Reis D. Afonso V de Portugal e D. João II de Portugal, morando em Ponte de Lima, e dela descende muita Nobreza Minhota, e de sua mulher.

## Biografia
Pessoa de muito valor e de grandes espíritos, no dizer de Jacinto Leitão Manso de Lima, e que, para dar largas ao seu génio guerreiro, foi servir o Rei D. Carlos I de Espanha e Imperador Carlos V do Sacro Império Romano-Germânico que, no Cerco de Tunes, lhe mandou romper os canos por onde ia a água para a cidade, Imperador que lhe fez mercê de Armas Novas que lhe deu: de ouro, com duas águias afrontadas de negro; timbre: uma águia sainte de negro, gotada de ouro; ou lhe acrescentou as de sua Família, se é que o primeiro e quarto quartéis do seu Brasão correspondem ao Apelido Bernardes, pois Anselmo Braamcamp Freire, nos Brasões da Sala de Sintra, ao referir-se a Heitor Bernardes Botado, disse serem as suas Armas esquarteladas de Bernardes e Botado, dando-lhes as seguintes Armas: de azul, com três bicas de chafariz de prata, postas em faixa, dispostas em roquete e botando água, também de prata; timbre: desconhecido. Assim têm sido descritas as Armas dos Botado, mas o Investigador Rogério de Figueiroa Rego, seguindo uma informação de Jorge Alberto Hofacker de Moser, publicou um estudo com o título de Um Herói Português na Empresa de Túnis - Resolução de um Problema Heráldico-genealógico, em que insere a transcrição do registo da Concessão do Rei-Imperador, da qual se desconhece confirmação portuguesa. Neste registo acha-se: esquartelado, o 1.º e o 4.º de ouro com duas águias afrontadas de negro, o 2.º e o 4.º de azul, com um aqueduto de três ordens de prata; timbre: águia nascente de negro, lampassada de vermelho. Já por na mercê de D. Carlos I não se dizer que o quartel das águias eram Armas de Heitor Bernardes Botado e que o outro lhe era acrescentado, já por se desconhecer qualquer documento ou registo em livro oficial que atribua as águias dos Bernardes, estas devem fazer parte daquela concessão, aludindo ao Império, embora por forma diversa da habitual: a águia de duas cabeças coroada ou mesmo sem coroa.
Voltou a Portugal e, casando, deu origem aos Bernardes Botado.
Foi Moço da Câmara da Casa do Infante D. Luís de Portugal, Duque de Beja, acrescentado a Escudeiro Fidalgo e a Cavaleiro Fidalgo. Teve o foro de Cavaleiro da Casa Real de D. João III de Portugal e o de Cavaleiro de Esporas Douradas concedidas por D. Carlos I de Espanha.
Encontra-se sepultado na Igreja do Turcifal, em sepultura com o Brasão de Armas concedido pelo Rei-Imperador, e na qual se diz ter falecido a 22 de Novembro de 1578.

## Casamento e descendência
Casou com Aldonça Gorjão, da qual deixou descendência, a Família Gorjão Henriques da Cunha Coimbra Botado e Serra.